# Syngrapha diversisigna
Syngrapha diversisigna är en fjärilsart som beskrevs av Ottolengui 1919. Syngrapha diversisigna ingår i släktet Syngrapha och familjen nattflyn. Inga underarter finns listade i Catalogue of Life.